# El Puente (Tarija)
El Puente es una localidad y municipio de Bolivia, ubicado en la provincia de Méndez del departamento de Tarija. La localidad de El Puente se encuentra a 255 km de la ciudad de Potosí y a 91 km de Tarija, conectada con ambas ciudades a través de la Ruta Nacional 1 de Bolivia.
Según el último censo de 2012 realizado por el Instituto Nacional de Estadística de Bolivia (INE), la localidad cuenta con una población de 554 habitantes, mientras que el municipio cuenta con 11.354 habitantes. La localidad está situada a 2.335 metros sobre el nivel del mar.

## Historia
En la provincia de Méndez se creó mediante ley del 25 de octubre de 1945, durante el gobierno de Gualberto Villarroel, un nuevo municipio, con capital en la localidad de Tomayapo. Se estableció que tendría en su jurisdicción los cantones Iscayachi, Curqui, Huarmachi, Paicho, Tomayapo, Ircalaya, El Puente, Chazaya y Carizal. Posteriormente, mediante la ley del 12 de mayo de 1947, durante el gobierno de Enrique Hertzog, se cambió la capital municipal a la localidad de El Puente.

## Geografía
Su territorio comprende tres ecorregiones con climas y humedad distintas: zona alta, quebradas y cabeceras de valles. Los ríos que cruzan por el municipio son el río Paicho, el río Tomayapo y el río San Juan del Oro.
El municipio de El Puente —con capital homónima— se divide en 9 localidades: El Puente, Paicho, Tomayapo, Iscayachi, Ircalaya, Chayaza, Carrizal, Huarmachi y Curqui, todos las localidades tienen capitales homónimas. 
Está ubicado en la mitad occidental de la provincia de Méndez en el noroeste extremo del departamento de Tarija. Limita al norte y al oeste con la provincia de Sud Cinti del departamento de Chuquisaca, al este con el municipio de San Lorenzo, y al sur con las provincias de Cercado y José María Avilés.

### Clima
Ubicado a 2.235 m s. n. m. es clasificado como clima estepario templado o semiárido (BSk), en los veranos con medias de  19.9 °C en meses más calurosos como en enero y las temperaturas medias más bajas del año se producen entre junio y julio, está alrededor 10.8 °C. Contiene ciertos valles en el municipio de oeste a este, en el este tiene sectores con sensaciones calientes y en algunos un poco húmedos en los veranos con clima semiárido cálido (BSh) o clima subtropical seco (BShw) en otros sectores, también hay otros lugares con clima templado subhúmedo, en la cordillera de sama tiene climas variantes como clima templado subhúmedo/perhúmedo, clima semiárido frío en la parte del oeste de la cordillera, en el lado oeste del municipio se encuentran lugares con valles templados que es compartido con Sud Cinti (Villa Abecia) que contiene clima templado subhúmedo/seco

## Demografía
De acuerdo con el censo boliviano de 2024, la población del municipio de El Puente es de 9 504 habitantes.
La población del municipio disminuyó entre 1992 y 2024, mientras que la población de la localidad ha aumentado en un 10% entre 1992 y 2012:
| Año  | Habitantes (municipio) | Habitantes (localidad) | Fuente |
| ---- | ---------------------- | ---------------------- | ------ |
| 1992 | 11.030                 | 653                    | Censo  |
| 2001 | 10.663                 | 902                    | Censo  |
| 2012 | 11.354                 | 554                    | Censo  |
| 2024 | 9.504                  |                        | Censo  |

## Economía
La principal actividad económica de El Puente es la agricultura, con los principales cultivos siendo el maíz, papa, haba, cebolla, trigo, zanahoria, arveja, ajo, papa oca, papa liza, cebada, vid, durazno, membrillo, alfalfa, nogal, granada y tuna. La actividad pecuaria es extensiva, con crianza de ganado ovino, caprino, vacuno, asnos y porcino.
En cuanto a turismo, el municipio tiene atractivos turísticos como los restos arqueológicos en el Fuerte de Monte Grande, la Parroquia del pueblo, y el Caserón Caña Cruz, de origen hasta el momento desconocido. La Reserva biológica de la Cordillera de Sama presenta una notable belleza natural por su gradiente pronunciada, con paisajes cordilleranos y profundos valles mesotérmicos.

## Transporte
El Puente está ubicado en un cruce de río, sobre el río San Juan del Oro, a 106 kilómetros por carretera al noroeste de Tarija, la capital departamental.
Por El Puente discurre la ruta troncal Ruta 1, de 1215 km de longitud, que atraviesa de norte a sur el altiplano boliviano. Conduce desde Desaguadero en el lago Titicaca vía El Alto, Oruro, Potosí y Camargo hasta El Puente, y luego vía Tarija hasta llegar a Bermejo en la frontera con Argentina.